# Villeneuve-sur-Bellot
Villeneuve-sur-Bellot település Franciaországban, Seine-et-Marne megyében. Lakosainak száma 1143 fő (2022. január 1.). Villeneuve-sur-Bellot Bellot, Hondevilliers, Sablonnières és Verdelot községekkel határos.

## Népesség
A település népessége az elmúlt években az alábbi módon változott:
| Lakosok száma | 1143 | 1145 | 1149 | 1131 | 1130 | 1129 | 1128 | 1136 | 1143 |
|               | 2013 | 2015 | 2016 | 2017 | 2018 | 2019 | 2020 | 2021 | 2022 |